# A Thief Catcher
A Thief Catcher er en amerikansk stumfilm fra 1914.

## Medvirkende
- Ford Sterling.
- Charles Chaplin.
- William Hauber.
- George Jeske.
- Edgar Kennedy.